# Breitenbrunn am Neusiedler See
Breitenbrunn am Neusiedler See (fino al 2010 Breitenbrunn, in ungherese: Fertőszéleskút) è un comune austriaco di 1 913 abitanti nel distretto di Eisenstadt-Umgebung, in Burgenland; ha lo status di comune mercato (Marktgemeinde).